# George Madathikandathil
George Madathikandathil (* 9. Mai 1956 in Purapuzha) ist Bischof von Kothamangalam.

## Leben
George Madathikandathil empfing am 23. Dezember 1980 das Sakrament der Priesterweihe. Später lehrte er kanonisches Recht am Päpstlichen St. Thomas Seminar in Vadavathoor bei Kottayam, wo er auch das Amt des Vize-Rektors, dann des Rektors bekleidete.
Schließlich wurde er Pfarrer der St. Mary's Forane Church, Arakuzha, einer sehr bedeutenden Pfarrei des Bistums Kothamangalam.  
Die Synode der Syro-malabarischen Kirche wählte ihn zum Bischof von Kothamangalam. Diese Wahl wurde am 10. Januar 2013 durch Papst Benedikt XVI. bestätigt. Der Großerzbischof von Ernakulam-Angamaly, George Kardinal Alencherry, spendete ihm am 9. Februar desselben Jahres die Bischofsweihe; Mitkonsekratoren waren George Punnakottil, Altbischof von Kothamangalam, und Joseph Kallarangatt, Bischof von Palai.